# Dana (Illinois)
Dana es una villa ubicada en el condado de LaSalle en el estado estadounidense de Illinois. En el Censo de 2010 tenía una población de 159 habitantes y una densidad poblacional de 279,05 personas por km².

## Geografía
Dana se encuentra ubicada en las coordenadas 40°57′23″N 88°57′00″O / 40.95639, -88.95000. Según la Oficina del Censo de los Estados Unidos, Dana tiene una superficie total de 0.57 km², de la cual 0.57 km² corresponden a tierra firme y (0%) 0 km² es agua.

## Demografía
Según el censo de 2010, había 159 personas residiendo en Dana. La densidad de población era de 279,05 hab./km². De los 159 habitantes, Dana estaba compuesto por el 96.23% blancos, el 1.26% eran afroamericanos, el 0% eran amerindios, el 0% eran asiáticos, el 0% eran isleños del Pacífico, el 0.63% eran de otras razas y el 1.89% pertenecían a dos o más razas. Del total de la población el 1.26% eran hispanos o latinos de cualquier raza.